# Chalcopteryx scintillans
Chalcopteryx scintillans – gatunek ważki z rodziny Polythoridae. Występuje na terenie Ameryki Południowej.